# Stypommisa modica
Stypommisa modica är en tvåvingeart som först beskrevs av James Stewart Hine 1920.  Stypommisa modica ingår i släktet Stypommisa och familjen bromsar. Inga underarter finns listade i Catalogue of Life.